# ミニバレー
ミニバレー (英語表記: MINI VOLLEY) は、大樹町（北海道）発祥の球技である。ソフトバレーや、ミニバレーボールなどの他のスポーツと混同されやすい。ボールが柔らかく穴が開きやすいため、ボールを蹴ったり、片手で鷲掴みする行為は禁止されている。
コートの広さ: バドミントンダブルスでのサイドライン（ポールの立っているライン）。エンドラインはネットから4.5mの距離。

## 概説
1972年（昭和47年）に大樹町で考案されたという。
バドミントンのダブルス用コート（そのためネット高はポスト部分で1.55m）と、ビーチボールのような柔らかいボールを利用し、4人対4人でボールを打ち合うスポーツである。
種目は、男子の部・女子の部・男女混合の部がある。

全日本ミニバレー協会・北海道ミニバレー協会のスローガンは「であい・ふれあい・わかちあい」であり、小さいお子様から高齢者まで、幅広い年代が楽しめる生涯スポーツとされている。

## ルール
基本的なルールはバレーボールと同じであるが、以下大きく異なる点の一部である。
- アタックラインがない(サーブが打たれた後は自由)。
- 腰から下の部位を使ってプレーしてはいけない。
- ネットを超えてボールに触れてはいけない（ブロック等）。
- ラリーポイント制ではない。
- ブロックを1回のタッチに数える。

### ボール
公式球は直径35cm、重さ50g。軽く軟らかなビニール製のため、意外性のある球道となる性質を持つという。

### 競技方法

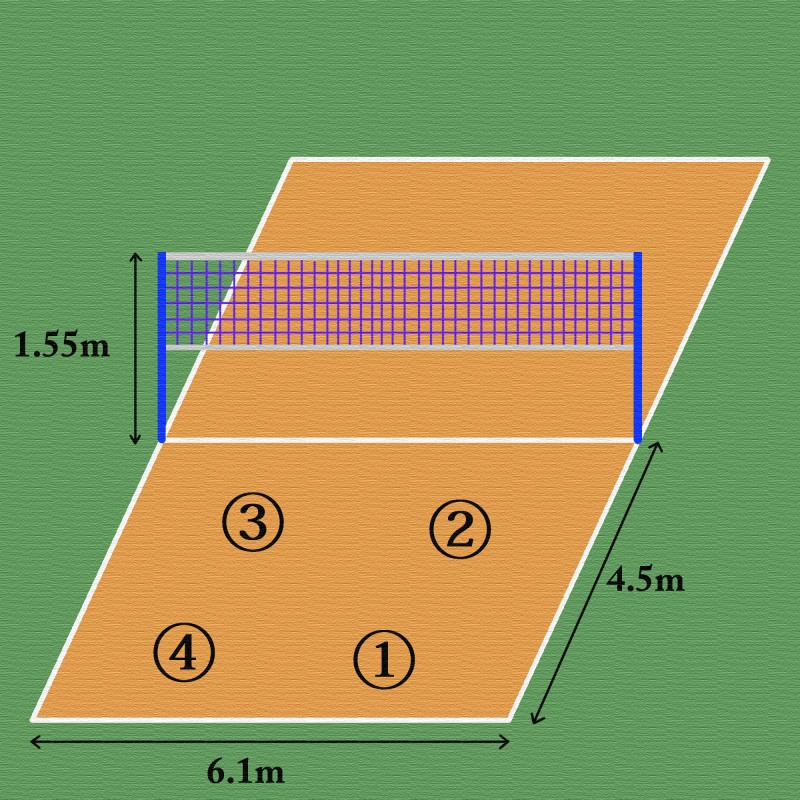
ミニバレーのコート

3セットマッチ
サーブ権あり、1セット11点、2セット先取したチームの勝利となる。得点が10-10となった場合はデュースとし、2点差が付くまでセットは続けられる。
タイムアウト
各チーム1セット2回まで、1回につき30秒以内のタイムアウトをとることができる。
プレー
チームは3回以内に相手コートにボールを返さなければならない。
ローテーションとサーブ順
コート画像①のプレーヤーからサーブを打ち、サーブ権を得るごとに時計回りにプレーヤーは移動しなければならない。

### ユニフォーム
大会参加チーム（プレーヤー）の服装にはいくつか規定がある。
- チーム内は、原則として同一色にすること。
- 0～99までの背番号(15cm四方以上)と前番号(8cm四方以上)をつける。
- キャプテンは、胸にキャプテンマーク(縦1.5cm*横8cm)をつける。
- 余計な装飾品は身につけてはいけない（頭にタオルを巻くのもNG→ヘアバンドはOK）。

### 反則
グッド (イン)
- コート内にボールが落ちたとき(ライン上は、ラインとボールが接触しているかどうかで判断する)。

アウトオブバウンズ (アウト)
- 最後にボールに触ったチームとは反対側のコート外にボールが落ちた場合や、同様に反対側の審判や壁などの物体にボールが当たったとき。
- サーブされたボールが、ネットやサーブ側プレーヤーに触れたり、相手コート以外に落ちたとき。
- ボールがネット下のポールに触れたとき (ネットとポール、床とポールが同時に触れた場合も同様)。
- ボールがネット下を完全に通過したときや、ネット下から相手コート側にボールが落ちたとき。
- ネット下を完全に通過する前に相手側プレーヤーにボールが当たったとき (ファールチャージでない場合)。
- 3回プレーした側のネットにボールが引っかかったとき。

ワンタッチアウト
- 最後にボールを触ったチーム側のコート外にボールが落ちた場合や、触った側の審判や壁などの物体にボールが当たったとき。

ポール外側通過のアウトオブバウンズ
- ポールの外側をボールが完全に通過したとき。
- ネット上は、ポールを長く伸ばしたとして、それに当たらずに外側を通過したとき。
- 相手ブロックに当たった場合もボールがポール上方を通過していないとこの反則となる。

オーバーネット
- 身体の一部がネットを超えているときにボールに触れたとき。

ドリブル
- ボールに触れた選手が続けてボールに触れたとき (ただし、1度触れた後、ネットにボールが触れた場合はもう一度プレーできるが同一プレーヤーが3回触れるとドリブルの反則となる)。

オーバータイムス
- 同一のチームが4回プレーしたとき。

ホールディング
- ボールを持ち上げたり、停止させたとき。

フットボール
- ボールが腰(ベルトの位置)より下の部位当たったとき。

ファウルチャージ
- 相手コート側に侵入して、相手プレーヤーに接触したり、プレーを妨害したとき。 (ネット上、ネット下、ポール外側)
- 相手コート側に身体の一部が侵入しているときにボールに触れたとき。 (ネット下とポール外側)
- 相手コート内に身体全体が侵入したとき。
- ネット下のポールに身体が触れたとき。

タッチネット
- プレーヤーがネットに触れたとき (ボールが当たって伸びてきたネットにプレーヤーが触れてもタッチネットにはならない)。

フットフォールト（サーブを打つとき）
- サーブを打つときにコート内に入ったり(エンドラインを踏む)、サイドライン延長線を踏み越えたとき。
- サーブを打つ一連の動作のなかで、コート内に入る・サイドライン延長戦を踏み越える動作があったとき。
- ジャンプしてサーブを打ったときに、空中で靴の一部をエンドラインより後方、サイドライン内側に残していないとき。

スクリーンプレー等
- サーバー側のプレーヤーが意図的にサーバーを隠す行為をしたとき。
- サーブを打つときに、サーバー側のプレーヤーが肩より上に手を上げていたとき。

バイオレーション（サーブ時）
- サーブされたボールがネット上を完全に通過する前に、レシーブ側がボールに触れたとき。

アウトオブポジション
- サーブが打たれたときに、コート画像の①か④の足の位置が、②か③よりネット側があったとき。
- 同様に、①か②の足が③か④より左サイドライン側にあったとき、③か④の足が①か②より右サイドライン側にあったとき。
- サーブの順番を間違えたとき。
- サーブが打たれたあとは、どこに位置してもよい。

ダブルファウル (ノーカウント)
- 両チームが同時に反則をしたとき。
- ネット上で両チームがボールを押し合い、静止したとき。
- ボールがネットひっかかったとき (3回プレー後はアウトオブバウンズ)。
- 他コートからボールや選手が侵入してきて、プレーヤーに危険が及ぶと判断したとき。
- ボールの空気栓が飛び出たときや空気が抜けたとき。

知っておいてほしいこと・間違えやすいルール・不明なこと
- ミニバレーのルールは基本的に「疑わしきは罰せず」である。確認できた反則に対して吹笛すること。
- 審判の判定に、不満の態度を取ったり、抗議をすることは許されていない。 審判吹笛後に限ったことではない。(罰則対象)
- ネット上で両チームプレーヤーが同時にボールに触った場合、次のプレーは両チームとも2回目となる。
- このとき、ネットに触れず同じプレーヤーがボールに触れた場合はドリブルとなる。
- ブロックしたとき、その選手の膝など身体の一部がネット下から相手コート側(空中)に侵入していた場合もファウルチャージとなる。
- 追記場所

## 審判
ミニバレーは「相互審判」となっており、試合の入っていない大会参加選手が審判を担当する。

つまり、大会に参加するということは審判もしなくてはならないということになるので、審判・ルールの勉強、練習も必要である。大会で練習するのではなく、練習を積んだ後審判をするという流れが望ましい。

大会の審判団は、主審1名、副審1名、線審2名の計4名で構成される場合が多い。

審判団の他に、得点係も大会参加選手が担当する。

### 公認審判員
ミニバレーには、3種類の公認審判員がある。
1. 名誉審判員
2. A級審判員
3. B級審判員

## 審判団と得点係の動作
サーブからサーブまでの基本的な流れ。

### 主審
1. 両チームプレーヤーと他の審判団が準備できているか確認し、副審とアイコンタクトを取る。
2. サーブのシグナルを出してから吹笛し、手をネット横に添える。手を離すのはファーストコンタクトの後。(吹笛してからシグナルを出すと、手を添える動作が間に合わないことがある)
3. 2.のときの目線はサーバーの足下。ただし、隣のコートも目に入るよう視野を広く。 (サーバー側でアウトオブポジションが起こりそうなときはそちらに目を向ける)
4. ボールが落ちたときや反則が起きたときに即座に吹笛する。 (反則は中音)
5. 線審と副審に目を向け、それぞれの合図を確認し、シグナルを出す。
6. 得点板に目を向ける。(吹笛→審判団を見る→シグナル→得点板を見るという一連の動作を必ず行うこと)
7. サイドアウト・得点のシグナルを出し、得点係の動作を確認する。
8. 得点もしくはサーブ権の移動を確認したら、シグナルをおろす。
9. 1.に戻る。

### 副審
1. ポールの横で、両チームのシフト表(ポジション)を確認し、主審とアイコンタクトを取る。終わり次第レシーブ側前衛後ろ側のプレーヤーの前足が見やすいところまで横に移動する。(前後のアウトオブポジションだけでなく、左右のアウトオブポジションの反則や隣のコートからのボールやプレーヤーの侵入にも気を配ること)
2. サーブ順の間違い、レシーブ側のアウトオブポジションがあれば、サーブが打たれた後、速やかに吹笛し、主審吹笛後、主審が見ているときにシグナルを出す。
3. アウトオブポジションが無ければ、速やかにポールの横に戻り、ネットの白帯(ネット上部)から下の反則に目を配る。(副審の責務を最優先)
4. 副審が吹笛できる反則が起きた場合、速やかに吹笛する。(すべて中音)
5. 主審が吹笛し、副審を確認しているときにシグナルを出す。
6. 主審が確認したら、シグナルをおろし、主審同様得点係の動作を確認する。
7. 1.に戻る。

### 線審
1. 担当するラインのフットフォールトの反則をチェックする。ジャンプサーブ時は特に注視する。
2. サーブが打たれた後は姿勢を低くしてボールとラインを見る。
3. 隣接するコートへの侵入が反則となる場合プレーヤーの位置にも目を配る。
4. 責務に該当することが起こったら速やか合図を出す。
5. 主審が笛を吹き、合図を確認してもらったら、1.に戻る。
6. 主審が笛を吹いたときに、合図を出すようなことが起きていなければ、主審を見て気をつけの姿勢をする。

### 得点係
1. 主審がサイドアウト・得点のシグナルを出したとき(かつ得点係を見ているとき)に、サーブ権の移動・加点をする。
2. 主審・副審が見ていないときは、合図を送り、見てもらう。